# Hera Aléxandros

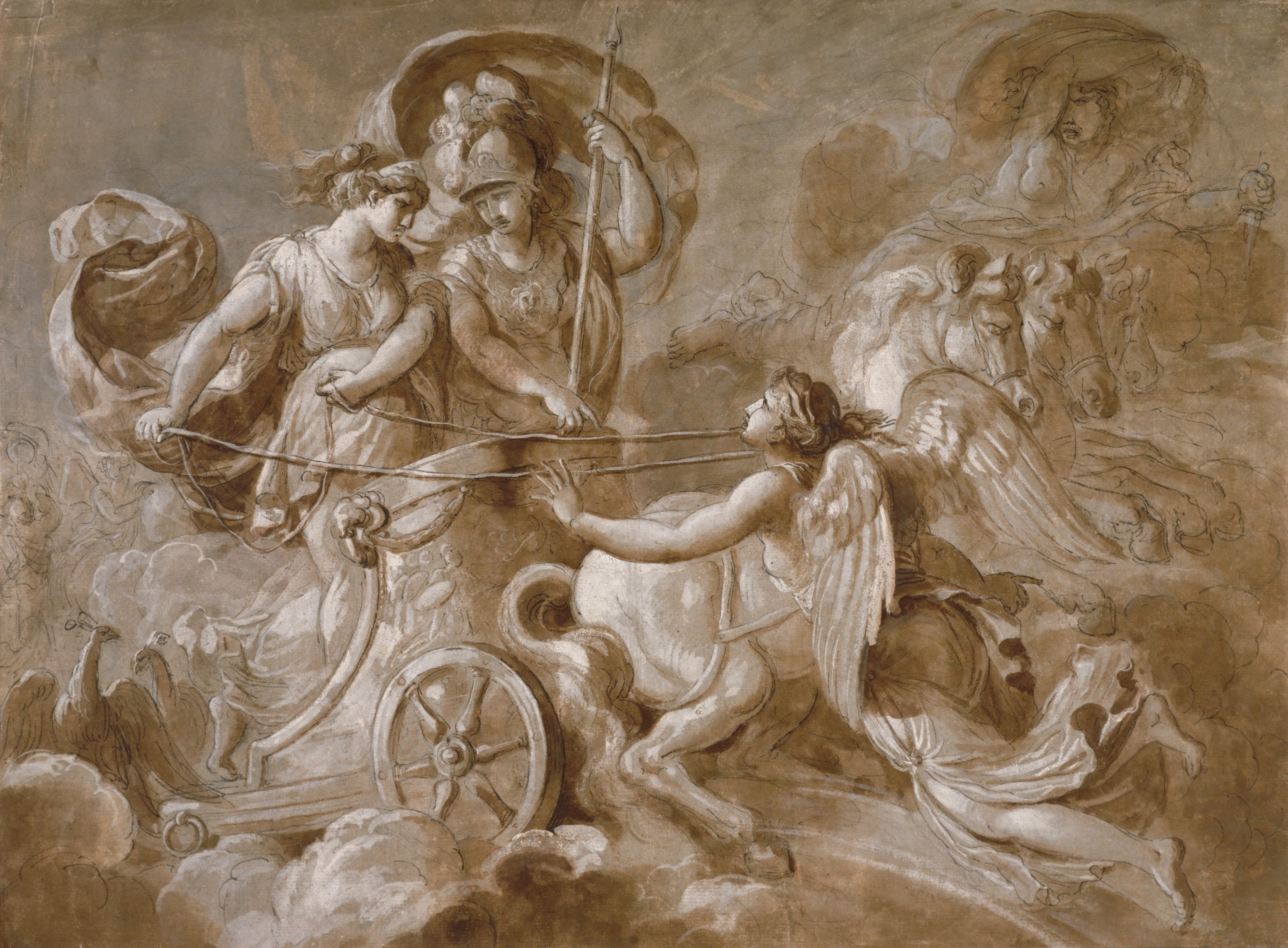
Iris acercándose al carro de Era y Atenea

Aléxandros, del griego Ἀλέξανδρος o "la defensora del hombre" es un epiteto de la diosa Hera, bajo el cual se la veneraba en Sicion.

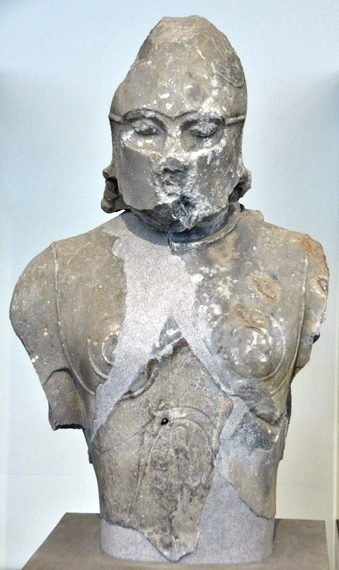
Estatua de un guerrero encontrada en el templo de Hera de Samos, 530 AEC

Aléxandros era uno de los epítetos, o títulos, de la diosa Hera,  traducible por «defensora del hombre» y generalmente entendido como «la que salva al guerrero». Se la adorada como tal en la ciudad de Sición, donde Adrasto le había construido un templo tras su huida de Argos.
El nombre a-re-ka-sa-da-ra (transliterado «Alejandra») se ha encontrado escrito en Lineal B en un yacimiento micénico, que perteneció a la civilización que precedió a la Grecia clásica antes de la Edad Oscura. Esto lo convierte en uno de los nombres más antiguos de los que se tiene constancia.
- Alejandro (nombre)
- Lista de Alejandros

1. 1 2  «HERA CULT 2 - Ancient Greek Religion». www.theoi.com. Consultado el 24 de abril de 2025.
2. ↑  Schmitz, Leonhard (1867). «Alexander». Dictionary of Greek and Roman Biography and Mythology (en inglés) 1. William Smith (lexicógrafo). Boston: Little, Brown and Company. p. 110. Archivado desde el original el 25 de abril de 2009. Consultado el 4 de enero de 2011.
3. ↑  Lewis, Richard Farnell (1896). The Cults of the Greek States (en inglés). Oxford: The Clarendon Press. p. 197. Consultado el 4 de enero de 2011.
4. ↑  Escolio, ad Pind. Nem. ix. 30
5. ↑  Pseudo-Apolodoro (1985). «12. § 5». Biblioteca mitológica. iii. Trad. y notas de M. Rodríguez de Sepúlveda. Intr. de J. Arce. Rev.: C. Serrano Aybar. Madrid: Gredos. ISBN 978-84-249-0997-0. Archivado desde el original el 25 de abril de 2009.
6. 1 2  palaeolexicon.com. «The Linear B word a-re-ka-sa-da-ra» (en inglés). www.palaeolexicon.com. Consultado el 4 de enero de 2011.
7. ↑  Chadwick, John (1976). The Mycenean World (en inglés). Nueva York: Cambridge UP. ISBN 0-521-29037-6.

- Datos: Q5732461